# قطن (جنس)
القطن (باللاتينية: Gossypium) جنس نباتي ينتمي إلى الفصيلة الخبازية. يضم حوالي 150 نوعاً.

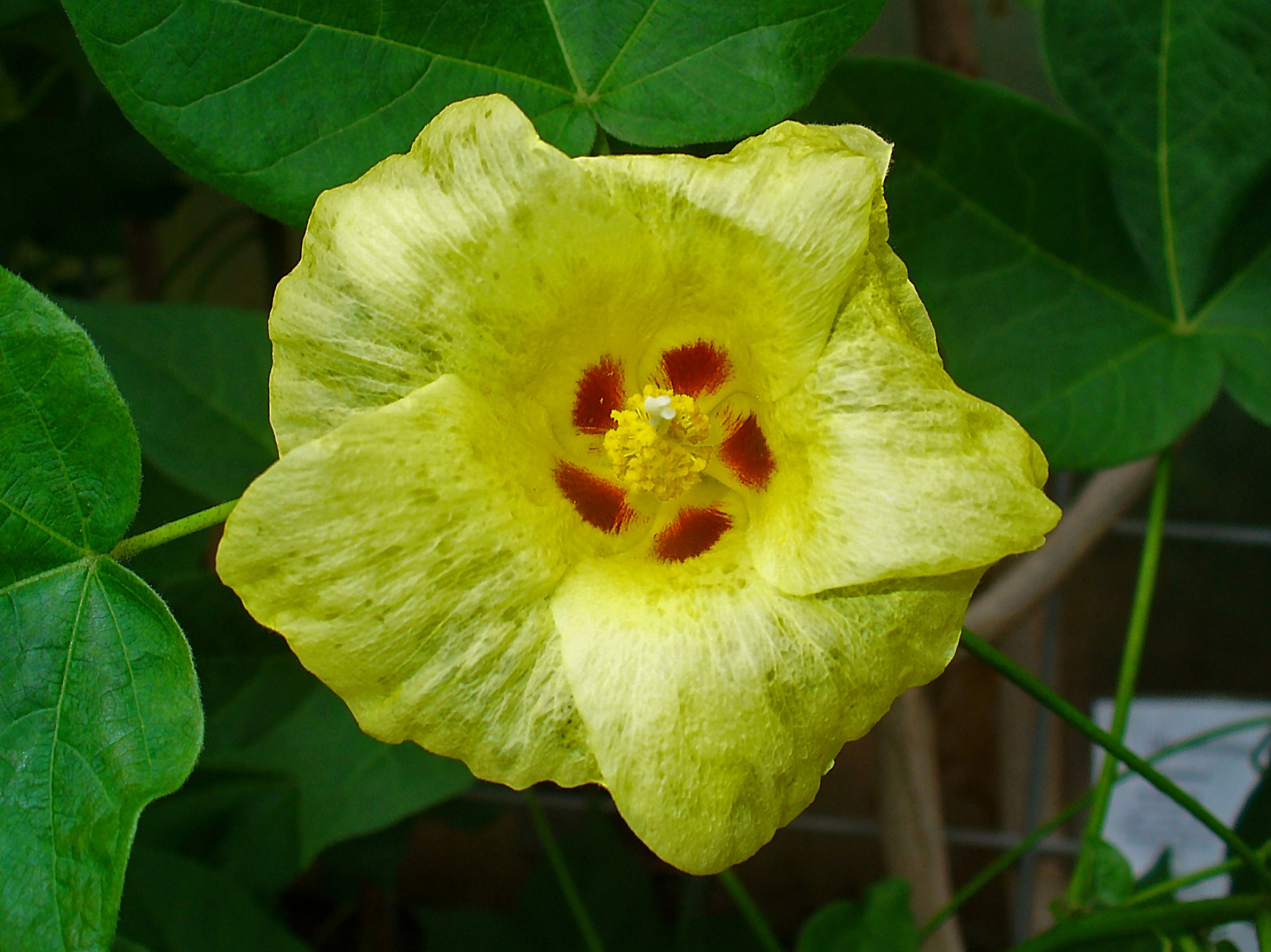
زهرة قطن عشبي.

وهي نباتات المناطق الحارة، والنبات وهو عبارة عن شجيرة صغيرة ويتطلب رياً جيداً وأرضاً خصبة حتى ينمو بشكل جيد لينتج قطناً على درجة عالية من الجودة.

## أهم الأنواع ضمن جنس القطن
تؤخذ ألياف القطن من شعرات تحيط ببذور عدة أنواع من نباتية ضمن جنس القطن (باللاتينية: Gossypium) التابع للفصيلة الخبازية (Malvacae). أنواع وسلالات القطن  عديدة، ولكن يمكن تقسيم أهم الأنواع المستأنسة إلى خمسة كالآتي:
- قطن البرباد (Gossypium barbadense): يتبعها أهم سلالات القطن ذي التيلة الطويلة (1,5 – 2,5 بوصة) مثل قطن جزر البحر (Sea island) وجورجيا ومعظم سلالات القطن المصري والأمريكي. ونباتات هذا النوع تكون شجيرات تتراوح طولها بين 3 و8 أقدام، سوقها مستقيمة ومستديرة وناعمة، وهي متسعة التفريع. أما الأوراق فعريضة ومفصصة تفصيصًا عميقًا ذات 3 – 5 أقسام أكبرها الفص الأوسط. أزهارها صفراء تنتهي بقواعد قرمزية. أما البذور فسوداء وملساء يسهل نزع الشعر عنها وليست مغطاة بشعرات زغبية. ويظهر أن الخواص المميزة لهذا القطن تعتمد إلى درجة كبيرة على الطقس والتربة، ولذا فإن أي تغير في هذين العاملين يؤدي حتمًا إلى تغير في خواص التيلة.
- قطن عشبي (GOSSYPIUM HERBACEUM): منتشر في بلاد كثيرة إلا أن موطنه الأصلي آسيا، فمنه تنحدر معظم سلالات القطن الهندي. وكذلك أقطان آسيا الصغرى والقطن السوري. ويقال أن قطن أمريكا الشمالية يتبع هذا النوع. ونباتات الهرباسيوم تتراوح في الارتفاع بين 2 و5 أقدام. والفروع والجذوع مستديرة ومتعرجة بسبب وجود عُقَل بها. وتكون عادة مغطاة بطبقة وبرية وهي صغيرة، أما الأوراق فجلدية الملمس ولها 5 – 7 فصوص. وسيقان الأوراق طويلة والأزهار صفراء ضاربة إلى اللون القرمزي. ويبلغ طول التيلة ¾ إلى 1 بوصة. ولون التيلة بين الأبيض والأصفر والأسمر. والبذور مغطاة بالزغب الخشن.
- قطن بيروفي (Gossypium peruvianum): وطنها الأصلي أمريكا الجنوبية والوسطى. وقد انتشرت في أماكن أخرى ويقال إنها تكون أصل القطن المصري. وتبلغ في الطول من 10 إلى 15 قدمًا، والجذوع قوية وطويلة. والأوراق كبيرة وسميكة ذات ثلاث فصوص. أما الأزاهر فصفراء، والنباتات حمراء قرمزية. والبذور سوداء متصل بعضها بالبعض في صورة مخروط ويكسوها زغب أخضر ورومادي. أما التيلة فتبلغ في الطول من بوصة إلى بوصة ونصف، وهي خشنة تشبه الصوف في ملمسها. ويتبع قطن بيرو والبرازيل هذا النوع.
- قطن شجري (GOSSYPIUM ARBOREUM): تنمو في الهند والصين. وتكون أشجارًا، يترواح طولها بين 6 أقدام و12 قدمًا. والفروع طويلة ودقيقة، ولنها قرمزي عندما تكون صغيرة. والأوراق سميكة وناعمة عميقة التفصيص، ذات 5 إلى 7 فصوص. أما الزهور فكبيرة بيضاء ضاربة إلى الحمرة. أما التيلة فقصيرة لا تزيد عن ¾ البوصة. ولنها مائل إلى الصفرة أو الاخضرار. وتمتاز نباتات هذا النوع بكونها معمرة.

## زراعة القطن
القطن نبات معمر. ويتحتم لزراعة القطن تربة خاصة وجو صالح. وكل نوع من أنواع القطن يتطلب ظروفًا خاصة مثل الجو والتربة كثيرًا مالا تصلح للأنواع الأخرى. ويختلف وقت زراعة القطن باختلاف البلد. ففي أمريكا يبدأ موسم البذار من منتصف مارس إلى نهاية أبريل. وفي سوريا وفي مصر يزرع المحصول في النصف الأول من شهر فبراير إلى 15 أبريل، ويزرع القطن الهندي (سوارت) من مايو إلى أوائل أغسطس. ويزرع قطن بيرو والبرازيل من أواخر ديسمبر إلى أواخر أبريل.

### حلج القطن
بعد جني القطن وفرزه، يكبس في أكياس ويرسل إلى المحالج لكي تفصل التيلة عن البذرة، وبعد ذلك يكبس القطن المحلوج في بالات. أما البذور فيؤخذ منها جانب للبذر في السنة القادمة والجزء الباقي يرسل إلى المعاصر حيث يستخلص منه الزيت المعروف بزيت البذرة أو الزيت الفرنسي. ويستعمل هذا الزيت في الأكل وفي صناعة الصابون. أم الثفل المتخلف عن عصير البذور فيستعمل عذاء للماشية.

### زيت بذرة القطن
يتكون زيت القطن من جلسيريدات حمض النخليك (Palmitic) وحمض الزيتيك (Oleic) وبعض أحماض أخرى غير مشبعة. وبعض أحماض أخرى غير مشبعة. وهذه الأخيرة هي التي تسبب تأكسد الزيت جزئيًا في درجة الحرارة العالية وتعطيه بعض خواص الجفاف. ويحتوي الزيت على جانب من الاستاريين الذي يمكن فصله بتبريد الزيت إذ يرسب الاستياريين في هذه الحال وتبلغ كثافة القطن في درجة 12°م (0,922 – 0,93) ومعامل تصبنه 287 – 300 وعدد اليود 105 ومعامل الانكسار في درجة 15°م (1,478). وزيت القطن غير المكرر قاتم اللون ويحتوي على مواد مخاطية لذلك يجب تكريره قبل الاستعمال.

## الحشرات والآفات
أهم الأضرار في نبات القطن : من أهم الأضرار أو المشكلات في نبات القطن هي مشكلة الحشرات ، ومن أهمها ديدان القطن والتي تهجم على البذرة التي يخرج منها القطن قبل نضوجها مما يسبب خرابها ، وهذه الحشرة تسبب دمار الكثير من المحاصيل .

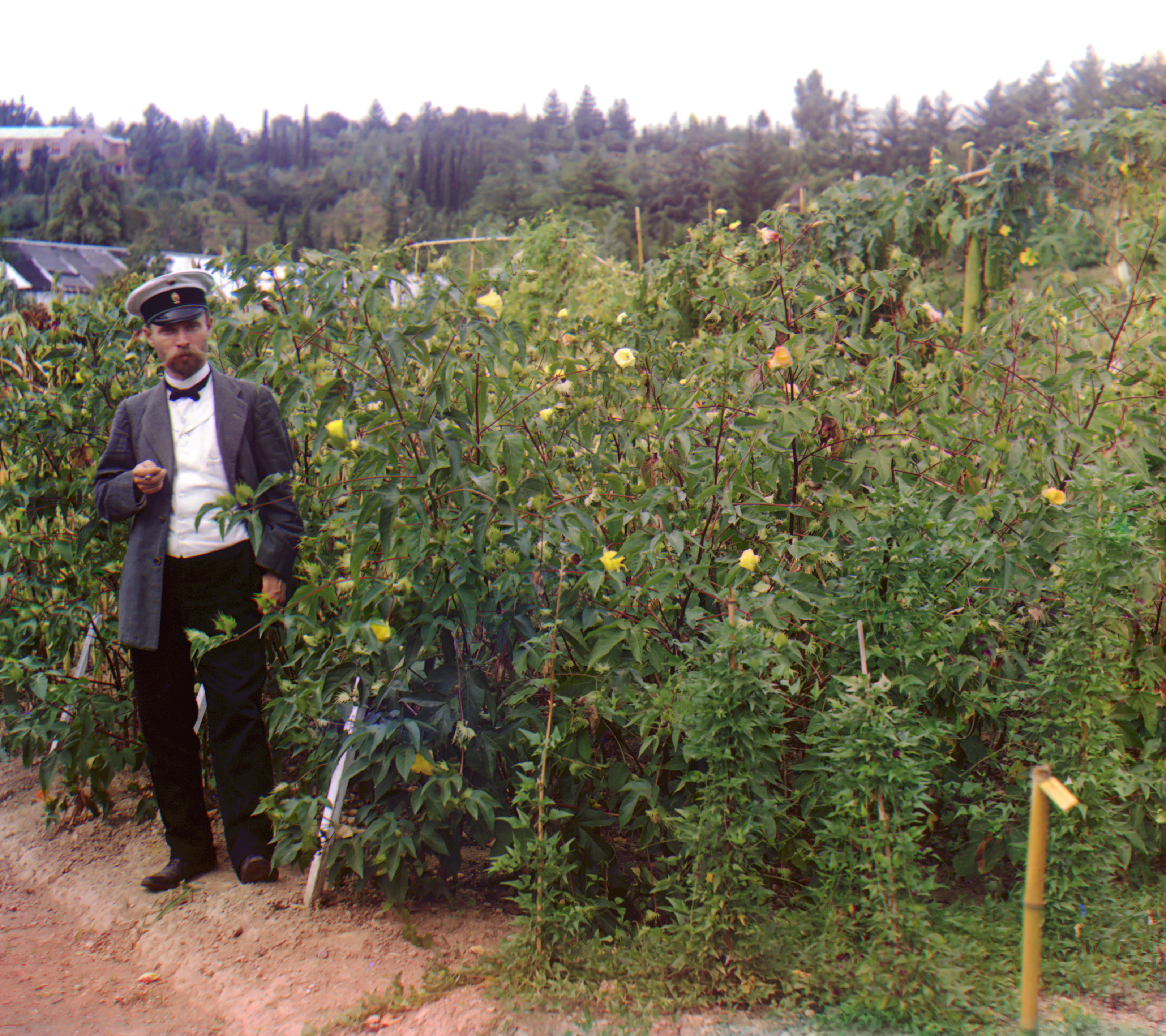
حقل لإنتاج القطن، مصورة عام 1912

## معرض الصور

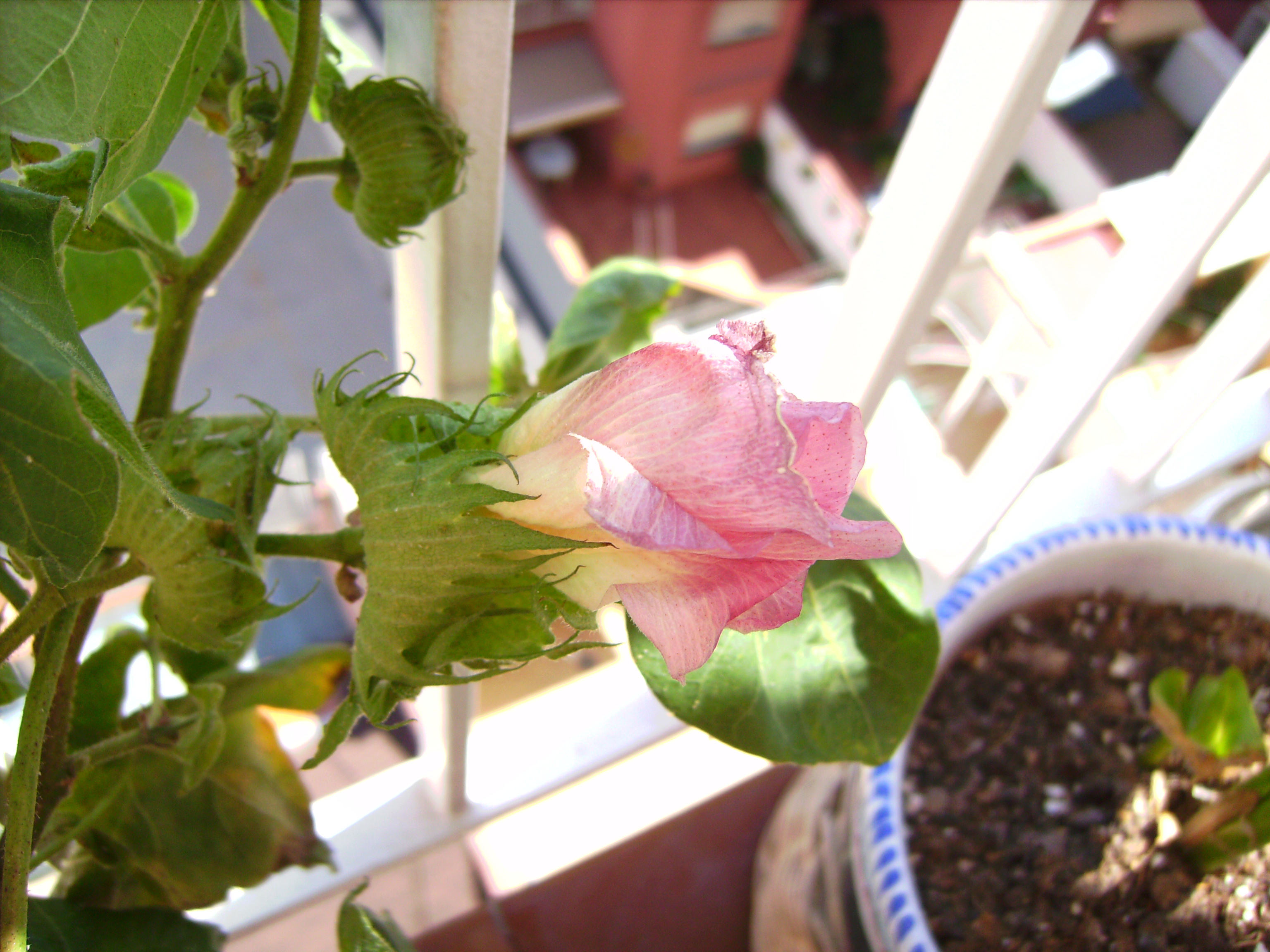
A Gossypium hirsutum flower, lateral view, growing in برشلونة.
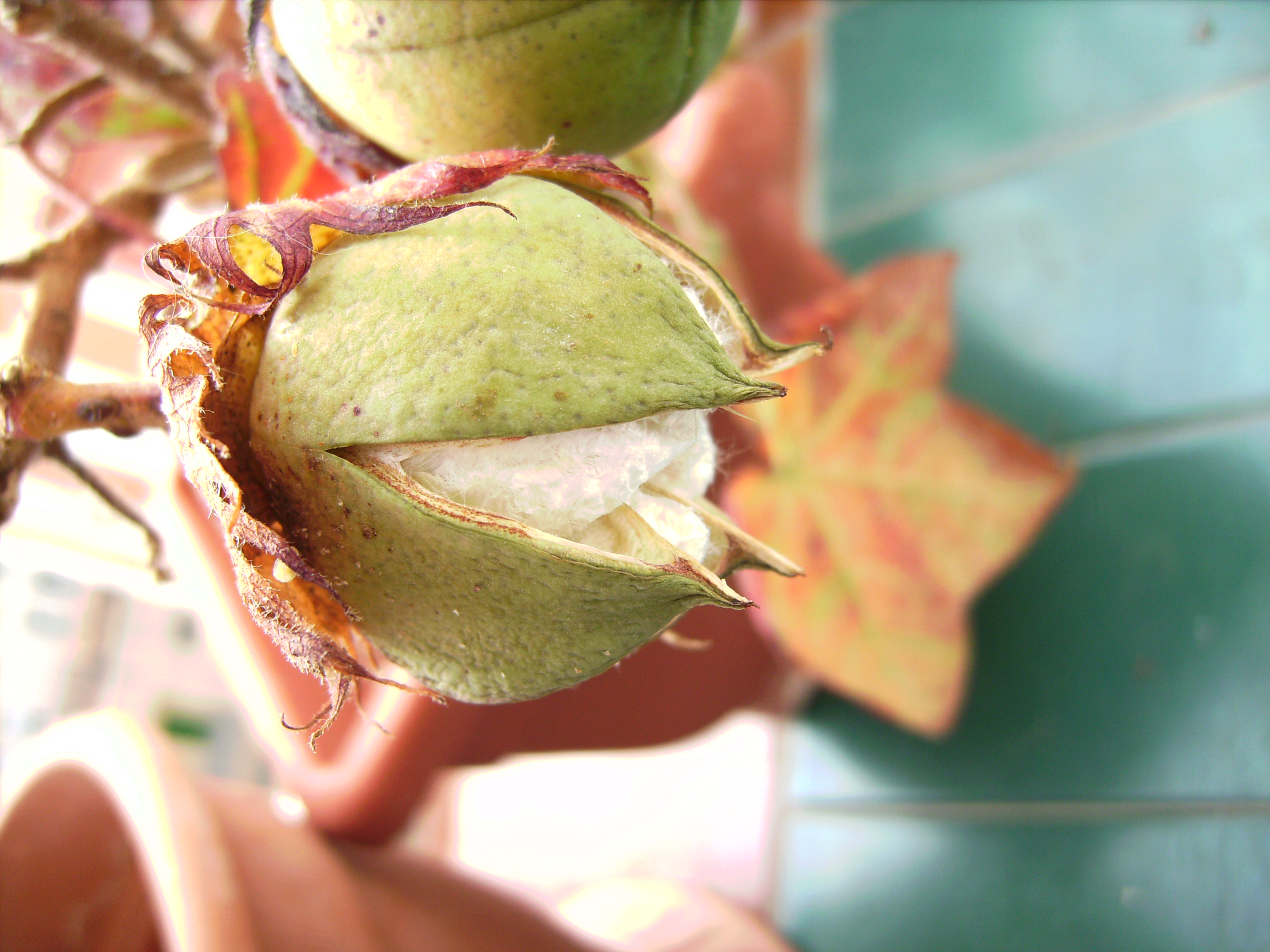
The same G. hirsutum plant with the opening capsule
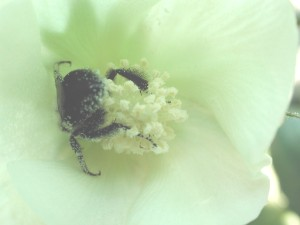
G. hirsutum flower with نحل طنان pollinator, هيمنغواي (كارولاينا الجنوبية)
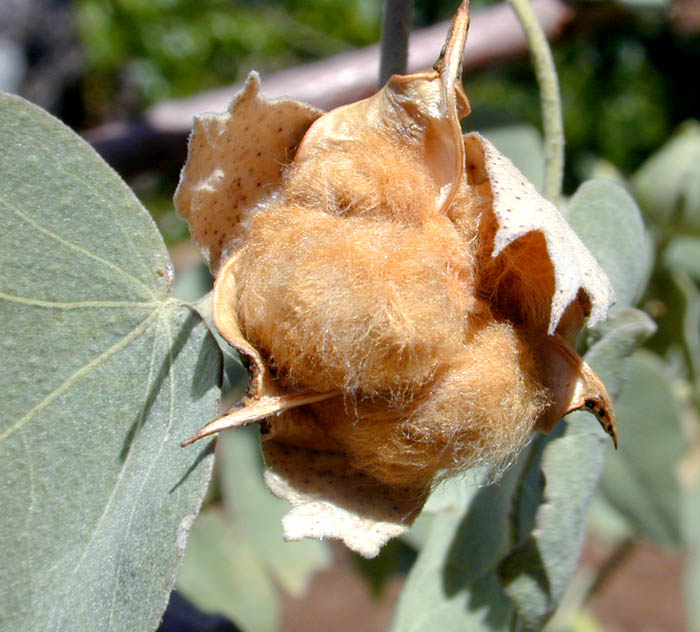
G. tomentosum boll
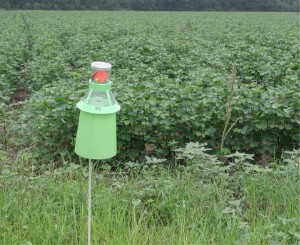
Integrated pest management bollworm trap at a cotton field in مانينغ (كارولاينا الجنوبية)
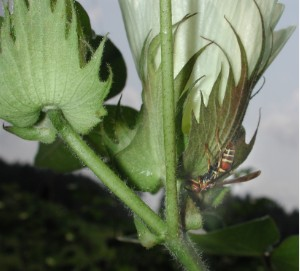
Natural biocontrol: predatory زرقطة wasp looking for bollworms or other caterpillars on cotton plant in Hemingway, South Carolina

## وصلات خارجية
- المعهد المركزي لأبحاث القطن في الهند